# カムラム県
カムラム県（カムラムけん、ベトナム語：Huyện Cam Lâm / 縣柑林?）は、ベトナム社会主義共和国カインホア省の県である。面積は543.82 km²、人口は125,000人（2017年）である。

## 行政区画
以下の1市鎮13社を管轄する。
- カムドゥク市鎮（Cam Đức / 柑德）
- カムアンバク社（Cam An Bắc / 柑安北）
- カムアンナム社（Cam An Nam / 柑安南）
- カムハイドン社（Cam Hải Đông / 柑海東）
- カムハイタイ社（Cam Hải Tây / 柑海西）
- カムヒエップバク社（Cam Hiệp Bắc / 柑協北）
- カムヒエップナム社（Cam Hiệp Nam / 柑協南）
- カムホア社（Cam Hòa / 柑和）
- カムフオックタイ社（Cam Phước Tây / 柑福西）
- カムタン社（Cam Tân / 柑新）
- カムタインバク社（Cam Thành Bắc / 柑城北）
- スオイタン社（Suối Tân / 率新）
- ソンタン社（Sơn Tân / 山新）
- スオイカット社（Suối Cát / 率吉）